# São José da Coroa Grande
São José da Coroa Grande là một đô thị thuộc bang Pernambuco, Brasil. Đô thị này có diện tích 75 km², dân số năm 2007 là 17112 người, mật độ 228,16 người/km².